# UCI Oceania Tour 2010
L'UCI Oceania Tour 2010 fu la sesta edizione dell'UCI Oceania Tour, uno dei cinque circuiti continentali di ciclismo dell'Unione Ciclistica Internazionale. Era composto da sette corse che si svolsero tra ottobre 2009 e gennaio 2010 in Australia e Nuova Zelanda.

## Calendario

### Ottobre 2009
| Data  | Prova           | Cat. | Vincitore       | Squadra                |
| ----- | --------------- | ---- | --------------- | ---------------------- |
| 11-17 | Herald Sun Tour | 2.1  | Bradley Wiggins | Team Garmin-Slipstream |

### Novembre 2009
| Data | Prova                                   | Cat. | Vincitore        | Squadra                  |
| ---- | --------------------------------------- | ---- | ---------------- | ------------------------ |
| 2-7  | Tour of Southland                       | 2.2  | Heath Blackgrove | Zookeepers-Cycle Surgery |
| 13   | Campionati oceaniani - Cronometro U23   | CC   | Michael Matthews | Australia                |
| 13   | Campionati oceaniani - Cronometro Elite | CC   | Drew Ginn        | Australia                |
| 15   | Campionati oceaniani - In linea U23     | CC   | Michael Matthews | Australia                |
| 15   | Campionati oceaniani - In linea Elite   | CC   | Michael Matthews | Australia                |

### Gennaio
| Data  | Prova              | Cat. | Vincitore        | Squadra     |
| ----- | ------------------ | ---- | ---------------- | ----------- |
| 27-31 | Tour of Wellington | 2.2  | Michael Torckler | Cardno Team |

## Classifiche
Risultati finali.
| Pos. | Corridore         | Squadra       | Punti |
| ---- | ----------------- | ------------- | ----- |
| 1    | Michael Matthews  | Jayco-Skins   | 235   |
| 2    | Thor Hushovd      | Cervélo       | 200   |
| 3    | Jonathan Cantwell | Fly V Austr.  | 95    |
| 4    | Jack Bauer        | Endura        | 93    |
| 5    | Heath Blackgrove  |               | 85    |
| 6    | Yukiya Arashiro   | Bouygues      | 80    |
| 7    | Mat Marshall      |               | 70    |
| 8    | John Degenkolb    | Thüringer     | 70    |
| 9    | Romain Feillu     | Vacansoleil   | 70    |
| 10   | Taylor Phinney    | Trek-Livestr. | 60    |

| Pos. | Squadra                      | Punti |
| ---- | ---------------------------- | ----- |
| 1    | Team Jayco-Skins             | 267   |
| 2    | Fly V Australia              | 248   |
| 3    | Cervélo TestTeam             | 206   |
| 4    | Endura Racing                | 93    |
| 5    | Bbox Bouygues Telecom        | 83    |
| 6    | Drapac Porsche               | 79    |
| 7    | Thüringer Energie Team       | 78    |
| 8    | Vacansoleil Pro Cycling Team | 73    |
| 9    | Trek-Livestrong U23          | 65,66 |
| 10   | Spidertech p/b Planet Energy | 40    |

| Pos. | Nazione       | Punti  |
| ---- | ------------- | ------ |
| 1    | Australia     | 1 281  |
| 2    | Nuova Zelanda | 548,48 |